# Хамут, Мохамед
Мохамед Хамут (араб. محمد حموت‎; род. 11 декабря 1993, Рабат) — марокканский боксёр, представитель легчайшей и полулёгкой весовых категорий. Выступает за национальную сборную Марокко по боксу с 2014 года, чемпион Африки и Африканских игр, победитель и призёр турниров международного значения, участник летних Олимпийских игр в Рио-де-Жанейро.

## Биография
Мохамед Хамут родился 11 декабря 1993 года в Рабате, Марокко.
Впервые заявил о себе в боксе в 2013 году, выиграв серебряную медаль на марокканском молодёжном национальном первенстве.
В 2014 году одержал победу на взрослом чемпионате Марокко в зачёте легчайшей весовой категории. Попав в состав марокканской национальной сборной, выступил на международном турнире Хиральдо Кордова Кардин и на Кубке Роберто Баладо в Гаване — во втором случае сумел выиграть серебряную медаль, уступив в финале кубинцу Энди Крусу Гомесу.
Начиная с 2015 года регулярно представлял марокканскую команду в матчевых встречах полупрофессиональной лиги World Series of Boxing: побеждал здесь таких известных боксёров как Каис Ашфак, Николай Буценко, Фахем Хаммаши. Кроме того, выиграл домашний чемпионат Африки в Касабланке, выступил на чемпионате мира в Дохе, где уже в 1/8 финала легчайшего веса был нокаутирован индийцем Шивой Тхапой.
На Африканском олимпийском квалификационном турнире в Яунде выступил неудачно, став лишь четвёртым, но благодаря череде успешных выступлений в лиге WSB всё же удостоился права защищать честь страны на летних Олимпийских играх 2016 года в Рио-де-Жанейро. На Играх в категории до 56 кг благополучно прошёл первого соперника по турнирной сетке, украинца Николая Буценко, тогда как во втором бою в 1/8 финала раздельным решением судей потерпел поражение от представителя Кубы Робейси Рамиреса, который в итоге и стал победителем этого олимпийского турнира.
После Олимпиады в Рио Хамут остался в составе боксёрской команды Марокко на ещё один олимпийский цикл и продолжил принимать участие в крупнейших международных турнирах. Так, в 2017 году он выиграл бронзовую медаль на международном турнире Хиральдо Кордова Кардин в Гаване, взял бронзу на чемпионате Африки в Браззавиле.
В 2019 году в полулёгком весе был лучшим на домашних Африканских играх в Рабате, боксировал на мировом первенстве в Екатеринбурге, где в 1/8 финала раздельным решением уступил боксёру из Узбекистана Миразизбеку Мирзахалилову.